# Oumpah-Pah
Oumpah-pah, és un personatge de ficció i una sèrie de còmic d'humor. D'altres noms amb què s'ha publicat són; Umpah-Pah i Umpa-pá. Oumpah-pah és un Pell Roja que viu aventures amb el seu germà de sang, Hubert de la Pâte Feuilletée. Fou creat per Albert Uderzo i René Goscinny, d'aquest personatge, se'n varen publicar cinc àlbums. Es publica per primera vegada a Le Journal de Tintin el dos d'abril de 1958 i l'última el 1962.

## Argument i trajectòria editorial
Oumpah-pah, es un Indi nord-americà que viu al segle xviii, i el protagonista que dona nom al còmic. Oumpah-pah és un valent, forçut, va acompanyat pel seu amic d'origen Francès, Humbert de la Pâte Feuilletée, que en contraposició del seu amic oumpah-pah, és molt prim,escanyolit i molt maldestre., El personatge viu al segle XVIII

## Autors i publicacions
Albert Uderzo: autor de còmics francès, nascut l'any 1927 a Fismes (França). Dins el seu treball, destaca Astèrix, còmic creat l'any 1959, que va dur a terme juntament amb el guionista René Goscinny i Oumpah-pah.
René Goscinny:Guionista i dibuixant de còmics francès. És un dels autors francesos de més èxit a tot el món, amb més de 500 milions de llibres venuts, traduïts a més de trenta idiomes.
Oumpah-pah, es va publicar per primera vegada a Le Journal de Tintin el 1958 i es va publicar fins al 1962.
| Nom de la Publicació   | Editorial                                                              | Any       | Format  | Idioma   | Numero/s    |
| ---------------------- | ---------------------------------------------------------------------- | --------- | ------- | -------- | ----------- |
| L'INFANTIL TRETZEVENTS | Editorial Seminari de Solsona / Publicacions de l'Abadia de Montserrat | 1971      | Revista | Català   | 147 al 166  |
| EPITOM                 | Jaimes Libros, S. A.                                                   | 1965-1972 | Àlbum   | Castella | 11 i 12     |
| TINTIN                 | J. ZENDRERA                                                            | 1967-1969 | Revista | Castella | Sense dades |